# Alkurhah
Alkurhah —también escrito Alkurah o Kurhah— es el nombre de la estrella Xi Cephei (ξ Cep / 17 Cephei) de magnitud aparente +4,26. El significado de su nombre, de origen árabe, es dudoso pero generalmente se considera como "la mancha blanca en la cara del caballo", nombre que no está relacionado con la constelación actual sino más probablemente con la tradición árabe.
A una distancia de 102 años luz del sistema solar, a través del telescopio Alkurhah aparece como una estrella doble con las dos componentes, Akurhah A y Alkurhah B, separadas 8 segundos de arco. Alkurhah A (HD 209790 / HR 8417) es una estrella de la secuencia principal catalogada de tipo espectral A3m, la m indicando que es una estrella con líneas metálicas o estrella Am. Las atmósferas de estas estrellas están enriquecidas en metales como cobre, zinc y elementos lantánidos como europio, pero son deficientes en calcio y escandio.
Alkurhah A es, a su vez, una binaria espectroscópica con un período orbital de 810,9 días. La estrella principal de este par es 9,5 veces más luminosa que el Sol.
Con una masa de 1,7 masas solares, tiene una edad aproximada de 1000 millones de años.
La otra estrella, denominada Alkurhah Aa, es de tipo F7, siendo su luminosidad 2,6 veces superior a la del Sol y su masa un 20% mayor que la masa solar.
Por su parte, Alkurhah B (HD 209791 / SAO 19826) completa una vuelta alrededor del par interior cada 3800 años —dato sólo aproximado al haberse observado una parte muy pequeña de la órbita— a una distancia media de 359 UA, aunque la excentricidad orbital hace que ésta varíe entre 273 UA y 445 UA. Es una estrella casi idéntica a Alkurhah Aa.